# Jack Turner (cestista 1930)
Jackie Lee Turner, detto Jack (Bedford, 29 giugno 1930 – Bedford, 5 ottobre 2014), è stato un cestista statunitense, professionista nella NBA.

## Carriera
Venne selezionato dai New York Knicks al primo giro del Draft NBA 1954 (8ª scelta assoluta).